# Анкі Оберґ
Анкі Оберґ (швед. Anki Oberg, нар. 1977, Швеція) — шведська спортсменка. Найвище досягнення — третє місце (у 2006) у змаганні за звання Найсильнішої жінки у світі.
Також брала участь у змаганні за звання Найсильнішої жінки Європи у 2007 та 2005 роках, де посіла третє місце 9 (в обох випадках)